# Sepia brevimana
Sepia brevimana е вид главоного от семейство Sepiidae.

## Разпространение и местообитание
Видът е разпространен в Бангладеш, Бруней, Виетнам, Индия (Андамански острови, Андхра Прадеш, Западна Бенгалия, Никобарски острови, Ориса, Пондичери и Тамил Наду), Индонезия (Бали, Калимантан, Суматра и Ява), Камбоджа, Китай (Гуандун, Гуанси, Фудзиен и Хайнан), Малайзия (Западна Малайзия, Сабах и Саравак), Мианмар, Провинции в КНР, Сингапур, Тайван, Тайланд, Филипини, Хонконг и Шри Ланка.
Обитава крайбрежията на морета и заливи.